# 2. československá hokejová liga 1966/1967
2. československá hokejová liga 1966/1967 byla 14. ročníkem československé druhé nejvyšší hokejové soutěže.

## Systém soutěže
Soutěže se účastnilo 32 týmů rozdělených do čtyř skupin po 8 týmech. Ve skupině se utkaly týmy čtyřkolově každý s každým (celkem 28 kol). Vítězové skupin postoupili do kvalifikace o nejvyšší soutěž. Do nejvyšší soutěže postoupil pouze vítěz kvalifikace.
Týmy na posledních místech jednotlivých skupin sestoupily do příslušného krajského přeboru.

## Základní část

### Skupina A
| Poř. | Tým                         | Z  | V  | R | P  | VG  | OG  | B  |
| ---- | --------------------------- | -- | -- | - | -- | --- | --- | -- |
| 1.   | TJ VTŽ Chomutov             | 28 | 24 | 1 | 3  | 207 | 74  | 49 |
| 2.   | TJ Škoda Plzeň              | 28 | 21 | 1 | 6  | 158 | 71  | 43 |
| 3.   | TJ Motor České Budějovice   | 28 | 18 | 3 | 7  | 141 | 92  | 39 |
| 4.   | VTJ Dukla Písek             | 28 | 13 | 3 | 12 | 105 | 100 | 29 |
| 5.   | TJ Slovan NV Ústí nad Labem | 28 | 11 | 2 | 15 | 103 | 143 | 24 |
| 6.   | TJ CHZ ČSSP Litvínov B      | 28 | 8  | 2 | 18 | 75  | 137 | 18 |
| 7.   | TJ Slavia Karlovy Vary      | 28 | 7  | 4 | 17 | 61  | 125 | 18 |
| 8.   | TJ Bohemians ČKD Praha      | 28 | 2  | 0 | 26 | 77  | 185 | 4  |

### Skupina B
| Poř. | Tým                           | Z  | V  | R | P  | VG  | OG  | B  |
| ---- | ----------------------------- | -- | -- | - | -- | --- | --- | -- |
| 1.   | TJ Spartak ZVÚ Hradec Králové | 28 | 18 | 3 | 7  | 124 | 90  | 39 |
| 2.   | TJ Spartak Motorlet Praha     | 28 | 18 | 3 | 7  | 118 | 82  | 39 |
| 3.   | TJ Slavia Praha               | 28 | 13 | 3 | 12 | 101 | 90  | 29 |
| 4.   | VTJ Dukla Liberec             | 28 | 14 | 1 | 13 | 116 | 107 | 29 |
| 5.   | TJ Autoškoda Mladá Boleslav   | 28 | 12 | 3 | 13 | 95  | 96  | 27 |
| 6.   | TJ Spartak Tatra Kolín        | 28 | 10 | 3 | 15 | 75  | 87  | 23 |
| 7.   | VTJ Dukla Litoměřice          | 28 | 7  | 5 | 16 | 92  | 110 | 19 |
| 8.   | TJ Jiskra Havlíčkův Brod      | 28 | 8  | 3 | 17 | 75  | 134 | 19 |

### Skupina C
| Poř. | Tým                                     | Z  | V  | R | P  | VG  | OG  | B  |
| ---- | --------------------------------------- | -- | -- | - | -- | --- | --- | -- |
| 1.   | TJ Slezan OSP Opava                     | 28 | 23 | 1 | 4  | 151 | 56  | 47 |
| 2.   | TJ Spartak Královopolská strojírna Brno | 28 | 18 | 5 | 5  | 121 | 71  | 41 |
| 3.   | TJ Moravia DS Olomouc                   | 28 | 14 | 5 | 9  | 96  | 80  | 33 |
| 4.   | TJ Baník ČSA Karviná                    | 28 | 12 | 3 | 13 | 94  | 101 | 27 |
| 5.   | TJ Železárny Prostějov                  | 28 | 11 | 2 | 15 | 89  | 108 | 24 |
| 6.   | TJ Baník OKD Ostrava                    | 28 | 8  | 4 | 16 | 110 | 131 | 20 |
| 7.   | TJ Spartak Třebíč                       | 28 | 9  | 2 | 17 | 96  | 143 | 20 |
| 8.   | TJ Slovan Hodonín                       | 28 | 5  | 2 | 21 | 75  | 142 | 12 |

### Skupina D
| Poř. | Tým                                  | Z  | V  | R | P  | VG  | OG  | B  |
| ---- | ------------------------------------ | -- | -- | - | -- | --- | --- | -- |
| 1.   | VTJ Dukla Nitra                      | 28 | 19 | 3 | 6  | 135 | 83  | 41 |
| 2.   | TJ Lokomotíva Vagónka Stavbár Poprad | 28 | 16 | 3 | 9  | 119 | 91  | 35 |
| 3.   | VTJ Dukla Trenčín                    | 28 | 15 | 2 | 11 | 110 | 88  | 32 |
| 4.   | TJ Iskra Liptovský Mikuláš           | 28 | 13 | 2 | 13 | 99  | 87  | 28 |
| 5.   | TJ ZVL Žilina                        | 28 | 14 | 0 | 14 | 98  | 89  | 28 |
| 6.   | TJ Iskra Smrečina Banská Bystrica    | 28 | 11 | 3 | 14 | 95  | 114 | 25 |
| 7.   | TJ Slovan CHZJD Bratislava B         | 28 | 12 | 1 | 15 | 110 | 138 | 25 |
| 8.   | TJ AC Nitra                          | 28 | 4  | 2 | 22 | 70  | 146 | 10 |

Týmy TJ VTŽ Chomutov, TJ Spartak ZVÚ Hradec Králové, TJ Slezan OSP Opava a VTJ Dukla Nitra postoupily do kvalifikace o nejvyšší soutěž, kterou vyhrál tým TJ VTŽ Chomutov a postoupil tak do nejvyšší soutěže.
Týmy TJ Bohemians ČKD Praha, TJ Jiskra Havlíčkův Brod, TJ Slovan Hodonín a TJ AC Nitra sestoupily do příslušného krajského přeboru.